# Gaio Servilio Strutto Ahala (tribuno consolare 408 a.C.)
Gaio Servilio Strutto Ahala (Roma, ... – ...; fl. V secolo a.C.) è stato un politico e militare romano del V secolo a.C..

## Primo tribunato consolare
Nel 408 a.C. fu eletto tribuno consolare con Publio Cornelio Cosso e Gaio Giulio Iullo.
Gli Equi ed i Volsci, cui era stato tolto il presidio di Verrugine e razziati i territori, organizzarono un esercito per combattere i Romani, e lo disposero davanti ad Anzio, la più attiva nell'organizzazione della campagna militare.
Dopo lunghe discussioni, con il parere contrario di Gaio Giulio e Publio Cornelio, alla fine a Roma si arrivò alla nomina di un dittatore per la conduzione della campagna militare contro Anzio.
(Tito Livio, "Ab Urbe Condita", IV, 4, 57)
Così Gaio Servilio, nominò dittatore Publio Cornelio Rutilo Cosso, che a sua volta, scelse Gaio Servilio come Magister Equitum.
L'esercito romano ebbe facilmente ragione dell'esercito nemico.

## Secondo tribunato consolare
Nel 407 a.C. fu eletto tribuno consolare con Lucio Furio Medullino, già console due volte, Numerio Fabio Vibulano e Gaio Valerio Potito Voluso, entrambi al loro secondo tribunato consolare.
Scaduta la tregua con Veio Roma inviò una delegazione per ottenere soddisfazione per i torti subiti.
(Tito Livio, "Ab Urbe Condita", IV, 4, 58)
I romani però, a causa della mancata tempestività nelle decisioni, persero la guarnigione di Verrugine, che fu massacrata dai Volsci e dagli Equi. L'esercito inviato per dare aiuto al presidio, arrivato a massacro avvenuto, non poté far altro che vendicare la guarnigione, massacrando i nemici, sorpresi mentre erano intenti a far bottino.

## Terzo tribunato consolare
Nel 402 a.C. fu eletto tribuno consolare con Lucio Verginio Tricosto Esquilino, Quinto Servilio Fidenate, Quinto Sulpicio Camerino Cornuto, Aulo Manlio Vulsone Capitolino e Manio Sergio Fidenate.
Mentre Veio continuava ad essere assediata dai romani, arrivarono in loro soccorso contingenti di Capenati e Falisci, che casualmente attaccarono la zona posta sotto il comando di Sergio Fidenate, mettendolo subito in difficoltà, anche per l'arrivo sul campo di battaglia di rinforzi veienti.
L'astio tra Sergio Fidenate e Lucio Verginio, che comandava l'accampamento più vicino alle zone del combattimento, causò la disfatta per l'esercito romano, che vide distrutto l'accampamento dove risiedevano i soldati di Sergio Fidenate.
(Tito Livio, "Ab Urbe Condita", V, 8.)
In seguito all'accaduto il Senato decise di anticipare la nomina dei nuovi tribuni consolari alle calende di ottobre, invece che alle idi di dicembre, come d'uso, anche grazie all'appoggio alla proposta dato da Gaio Servilio.
(Tito Livio, "Ab Urbe Condita", V, 9.)
In quell'anno il presidio armato di Anxur fu sopraffatto dai Volsci.